# 3070 Aitken
3070 Aitken eller 1949 GK är en asteroid i huvudbältet, som upptäcktes 4 april 1949 av Indiana Asteroid Program vid Indiana University Bloomington med Goethe Link Observatory. Asteroiden har fått sitt namn efter den amerikanske astronomen Robert Grant Aitken.